# Margate (Florida)
Margate város az Amerikai Egyesült Államok Florida államában, Broward megyében. Lakosainak száma 58 712 fő (2020. április 1.).

## Népesség
A település népességének változása:

| 2010 | 53 284 |
| 2020 | 58 712 |